# Mons-en-Pévèle
Mons-en-Pévèle (ndl.: „Pevelenberg“) ist eine französische Gemeinde mit 2.077 Einwohnern (Stand 1. Januar 2022) im Département Nord in der Region Hauts-de-France. Sie gehört zum Arrondissement Lille und zum Kanton Templeuve-en-Pévèle. Namengebend für den Ort ist die Landschaft Pévèle, eine der „Quartiers“ der ehemaligen Burggrafschaft Lille.

## Geografie
Die Gemeinde Mons-en-Pévèle liegt an der Quelle der Marque, 15 Kilometer südsüdöstlich von Lille und 15 Kilometer nordnordöstlich von Douai. Umgeben wird Mons-en-Pévèle von den Nachbargemeinden Tourmignies und Mérignies im Norden, Bersée im Osten, Faumont im Südosten, Lezennes im Süden, Moncheaux im Südwesten, Thumeries im Westen sowie La Neuville Nordwesten.

## Geschichte
Die Schlacht von Mons-en-Pévèle fand am 18. August 1304 in der Nähe des Ortes statt.

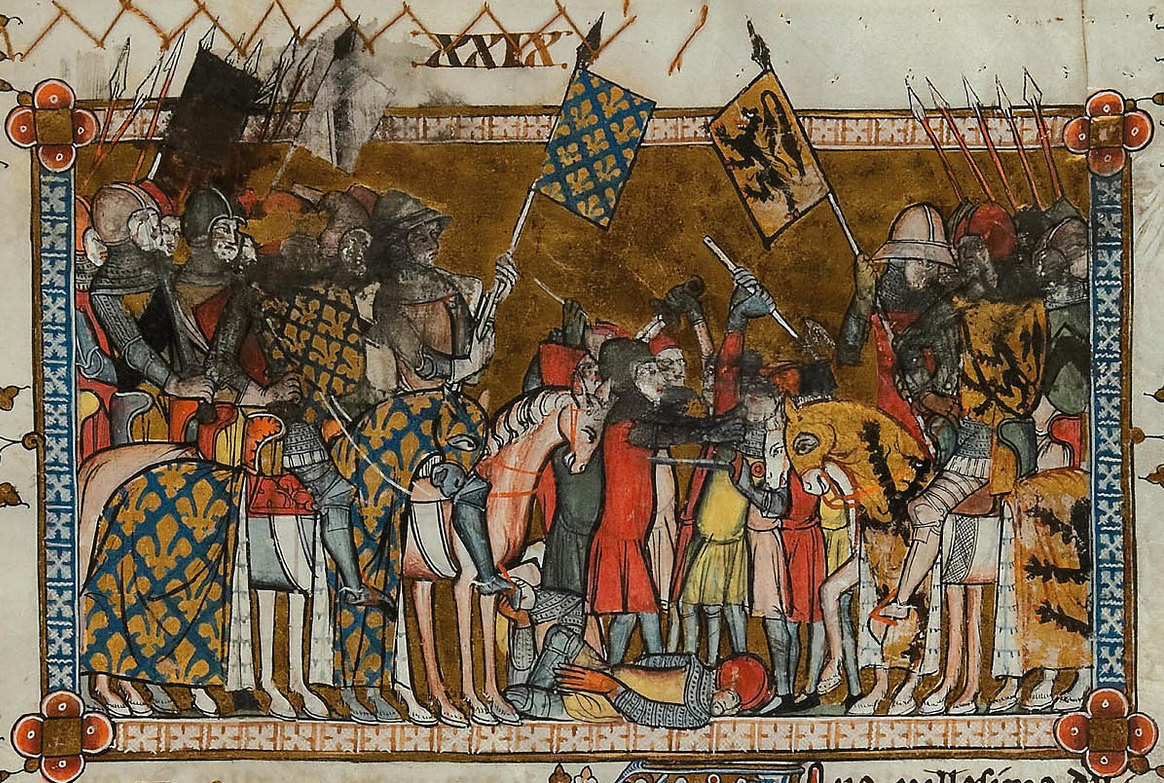
Mittelalterliche Wandmalerei der Schlacht von Mons-en-Pévèle

## Einwohnerentwicklung
| 1962                       | 1968 | 1975 | 1982 | 1990 | 1999 | 2010 | 2020 |
| -------------------------- | ---- | ---- | ---- | ---- | ---- | ---- | ---- |
| 1875                       | 1921 | 1962 | 2180 | 2064 | 2054 | 2139 | 2105 |
| Quellen: Cassini und INSEE |      |      |      |      |      |      |      |

## Sehenswürdigkeiten
- Kirche Saint-Jean-Baptiste

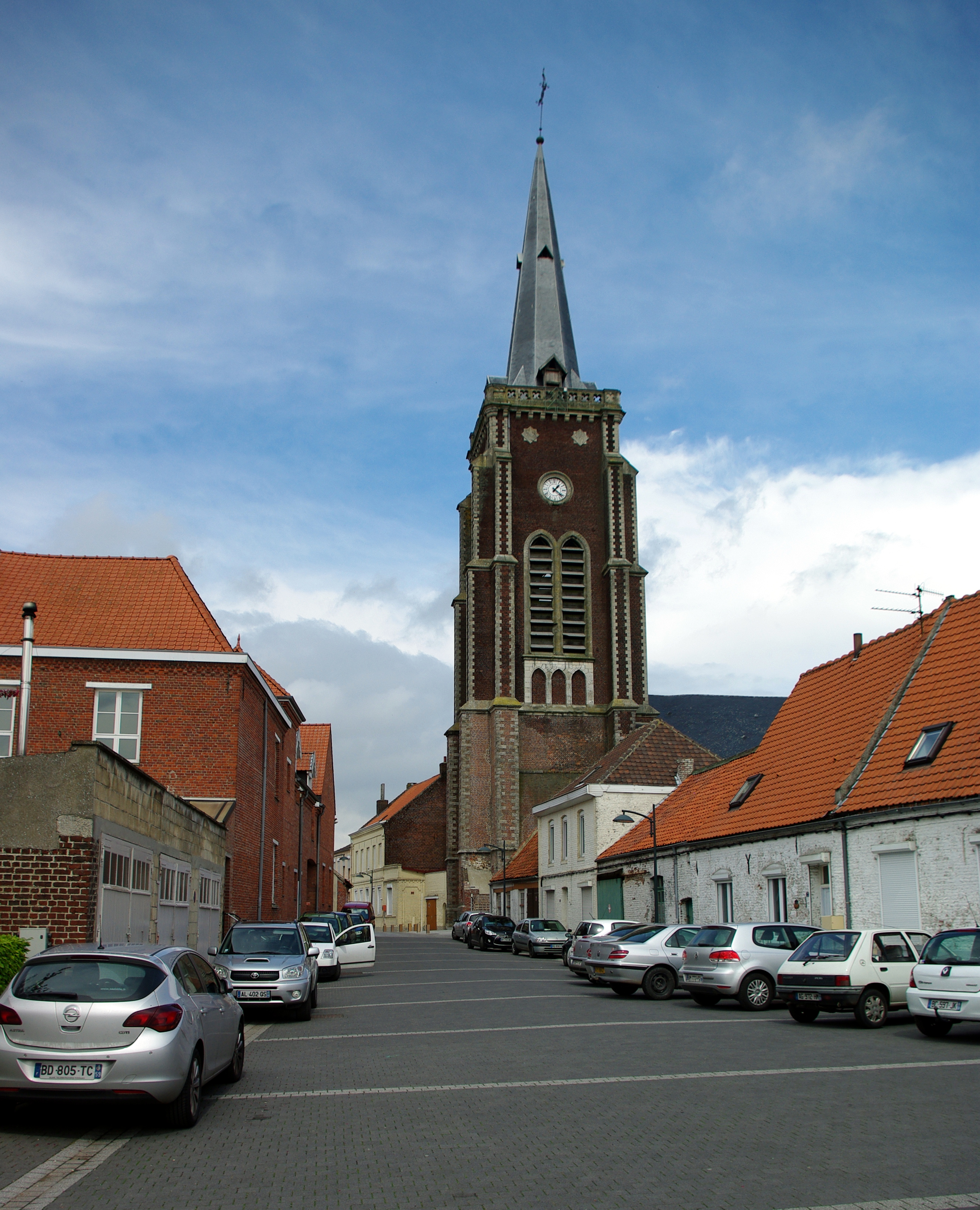
Kirche Saint Jean-Baptiste
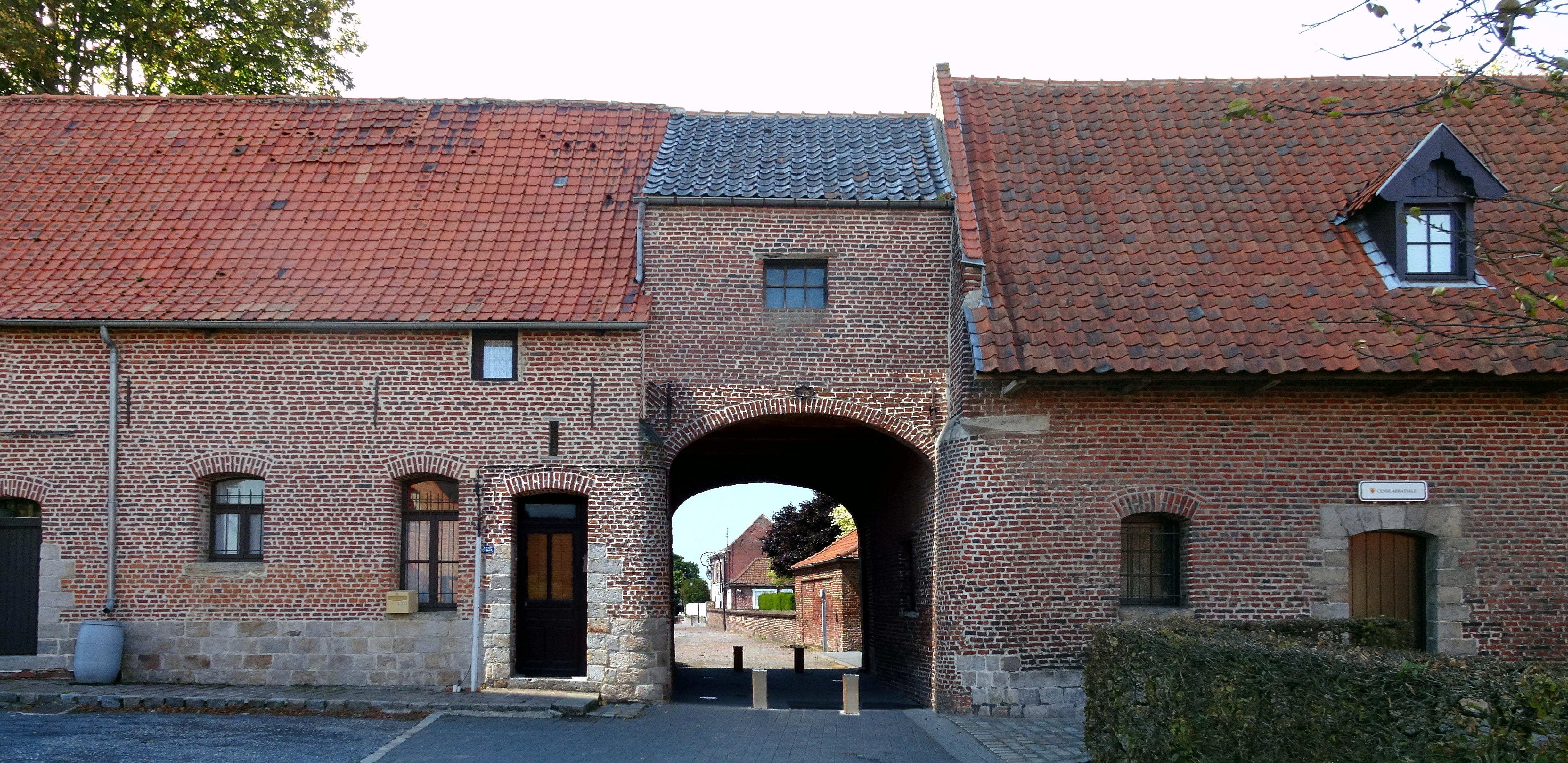
Portal des Gutshofes der ehemaligen Abtei
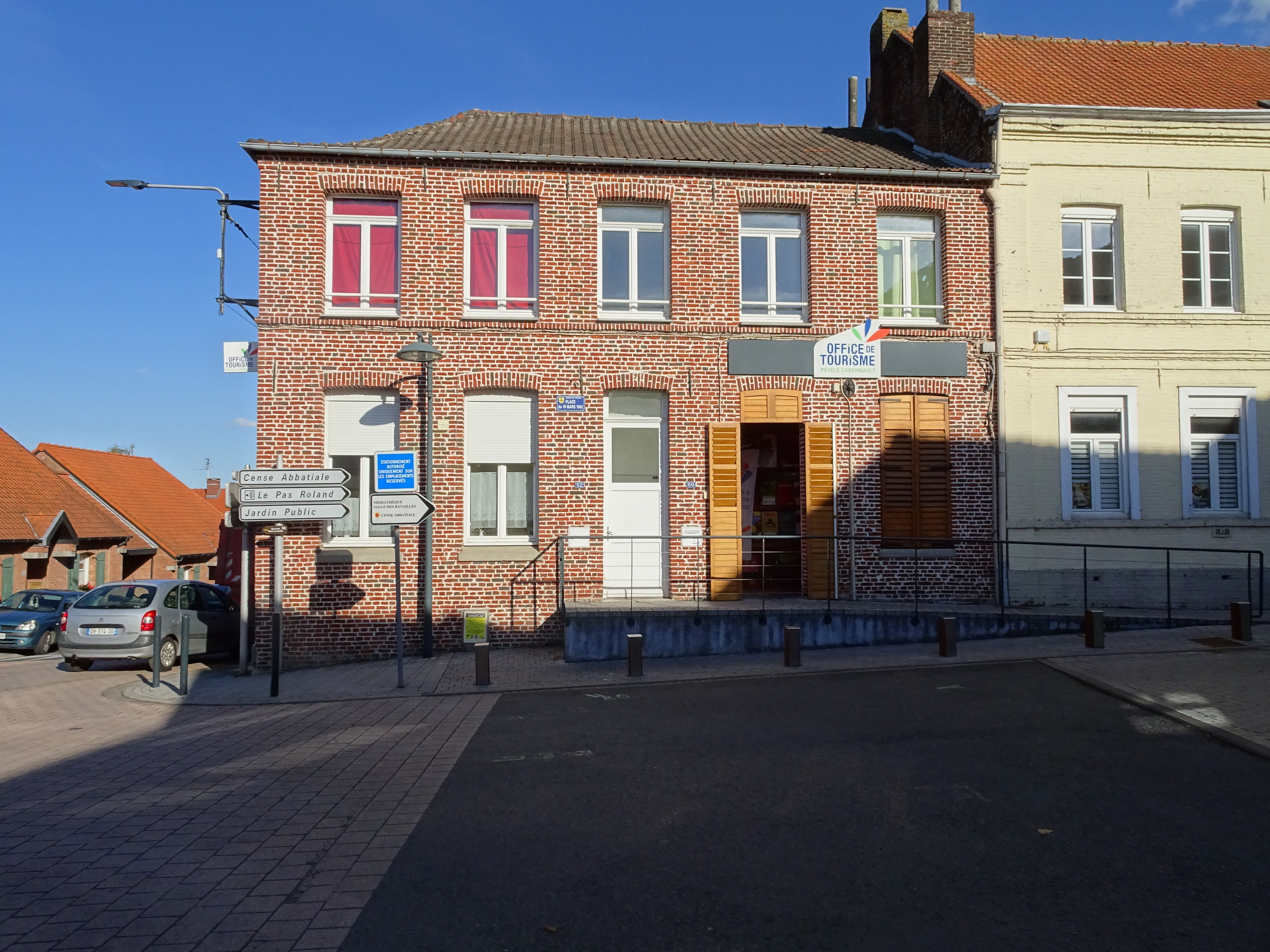
Tourismusbüro
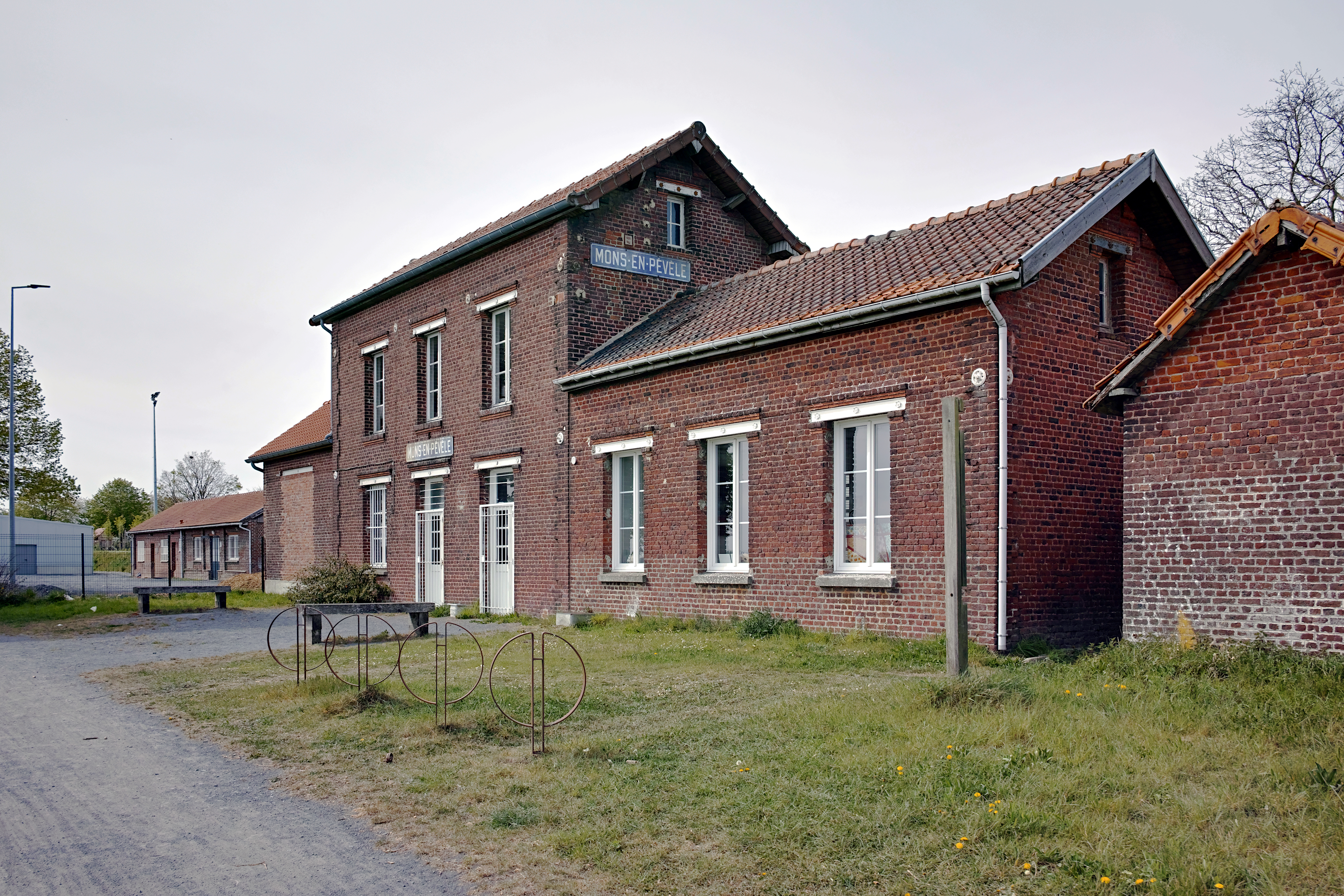
Ehemaliges Bahnhofsgebäude
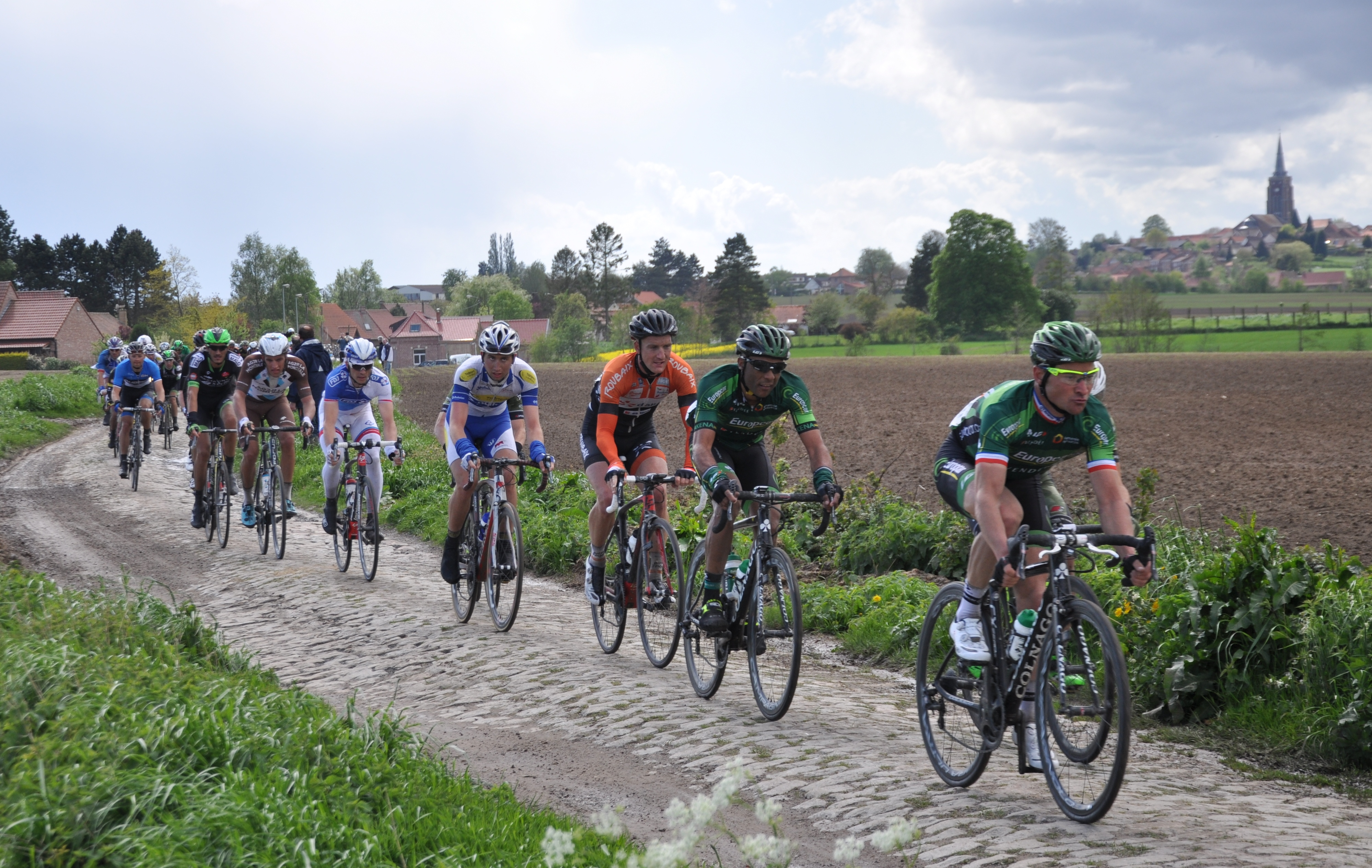
Kopfsteinpflasterstraße bei Mons-en-Pévèle